# Яблоновка (Подкаменская поселковая община)
Яблоновка (укр. Яблунівка) — село в Подкаменской поселковой общине Золочевского района Львовской области Украины.
Население по переписи 2001 года составляло 82 человека. Занимает площадь 0,445 км². Почтовый индекс — 80671. Телефонный код — 3266.